# Spray evanescente

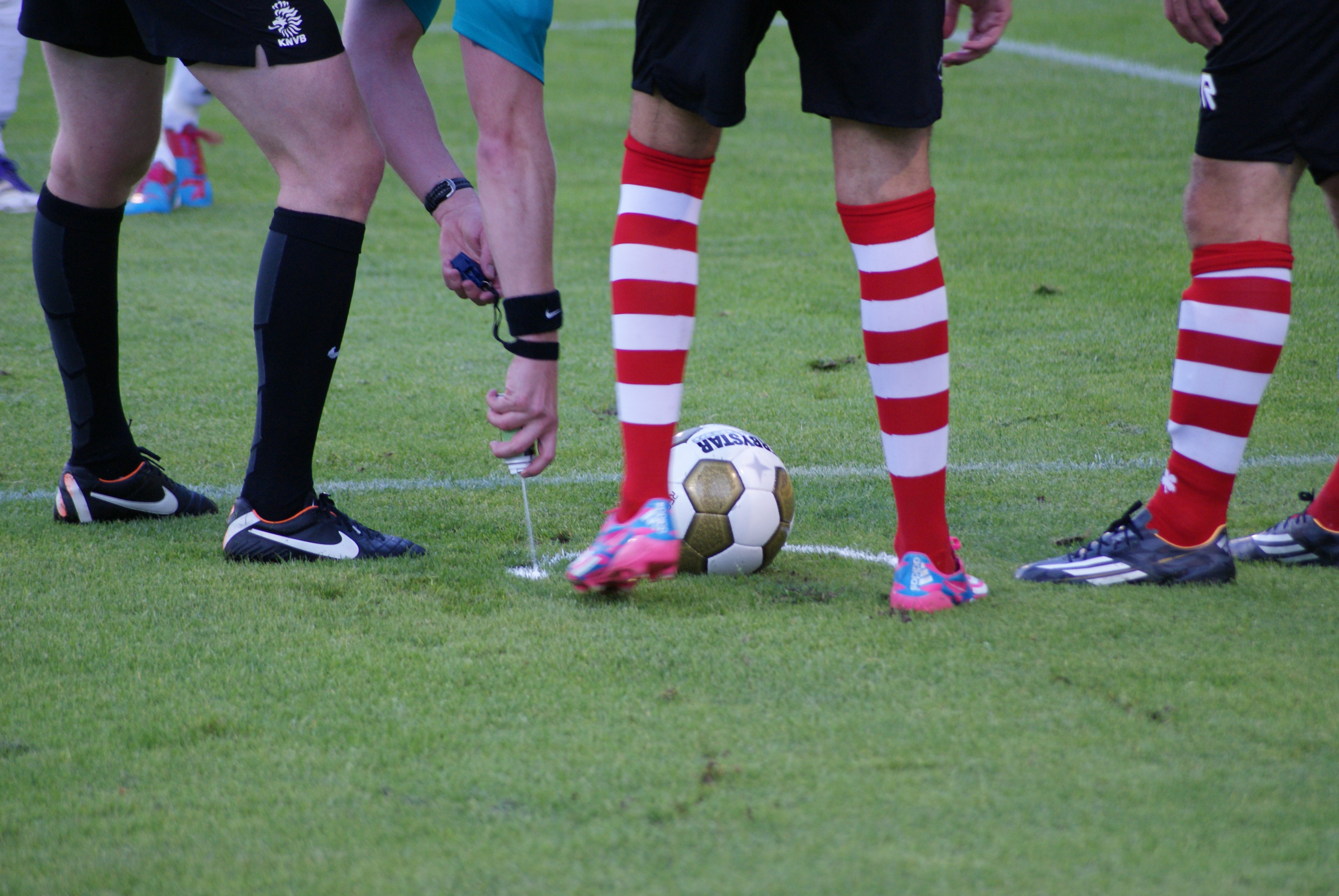
L'arbitro utilizza una bomboletta di spray evanescente durante un match fra Achilles '29 e Sparta Rotterdam.

Lo spray evanescente è una speciale bomboletta spray in dotazione agli arbitri di calcio. In occasione di un calcio di punizione, la schiuma viene spruzzata per indicare sul campo la posizione del pallone e della barriera. L'utilizzo non rientra nel regolamento ma è a discrezione della singola federazione, per l'ambito di un incontro o addirittura di un torneo.
È stato impiegato per la prima volta ai mondiali di calcio 2014 in Brasile. È utilizzato principalmente nelle competizioni di massimo livello, per garantire il rispetto della distanza minima (9,15 m) durante la battuta dei calci di punizione in zona d'attacco, e prevenire inoltre che la squadra beneficiaria del calcio piazzato possa irregolarmente avvantaggiarsi spostando in avanti il pallone.

## Composizione
La bomboletta contiene acqua (~80%), gas butano (~17%), tensioattivo (~1%) e altri ingredienti, tra cui olio vegetale (~2%). Il butano liquefatto si espande quando il prodotto viene espulso dalla bomboletta per poi evaporare istantaneamente, formando bolle di gas nella miscela acqua/tensioattivo. Il tensioattivo stabilizza le bolle e quindi si forma una schiuma. Dopo qualche minuto le bolle collassano e la schiuma scompare, lasciando sul manto erboso solo residui di acqua e tensioattivo.